# Préserville
Préserville település Franciaországban, Haute-Garonne megyében. Lakosainak száma 765 fő (2022. január 1.). Préserville Sainte-Foy-d’Aigrefeuille, Aurin, Fourquevaux, Labastide-Beauvoir, Lanta, Odars és Tarabel községekkel határos.

## Népesség
A település népességének változása:
| Lakosok száma | 218  | 277  | 297  | 506  | 714  | 729  | 707  | 720  | 723  | 765  |
|               | 1968 | 1982 | 1990 | 2006 | 2013 | 2015 | 2017 | 2019 | 2020 | 2022 |